# ملک‌چوپان‌لی، شماخی
ملک‌چوپان‌لی، شماخی (به ترکی آذربایجانی: Məlikçobanlı) یک منطقهٔ مسکونی در جمهوری آذربایجان است که در شهرستان شماخی واقع شده‌است. ملک‌چوپان‌لی ۱٬۸۸۷ نفر جمعیت دارد.